# Amazing (Westlifelåt)
Amazing är en låt av pojkbandet Westlife. Låten släpptes 20 februari 2006  och är med på deras album Face to Face. Det är gruppens tjugonde officiella singel.